# Grenade (fruit)
Pour les articles homonymes, voir Grenade.

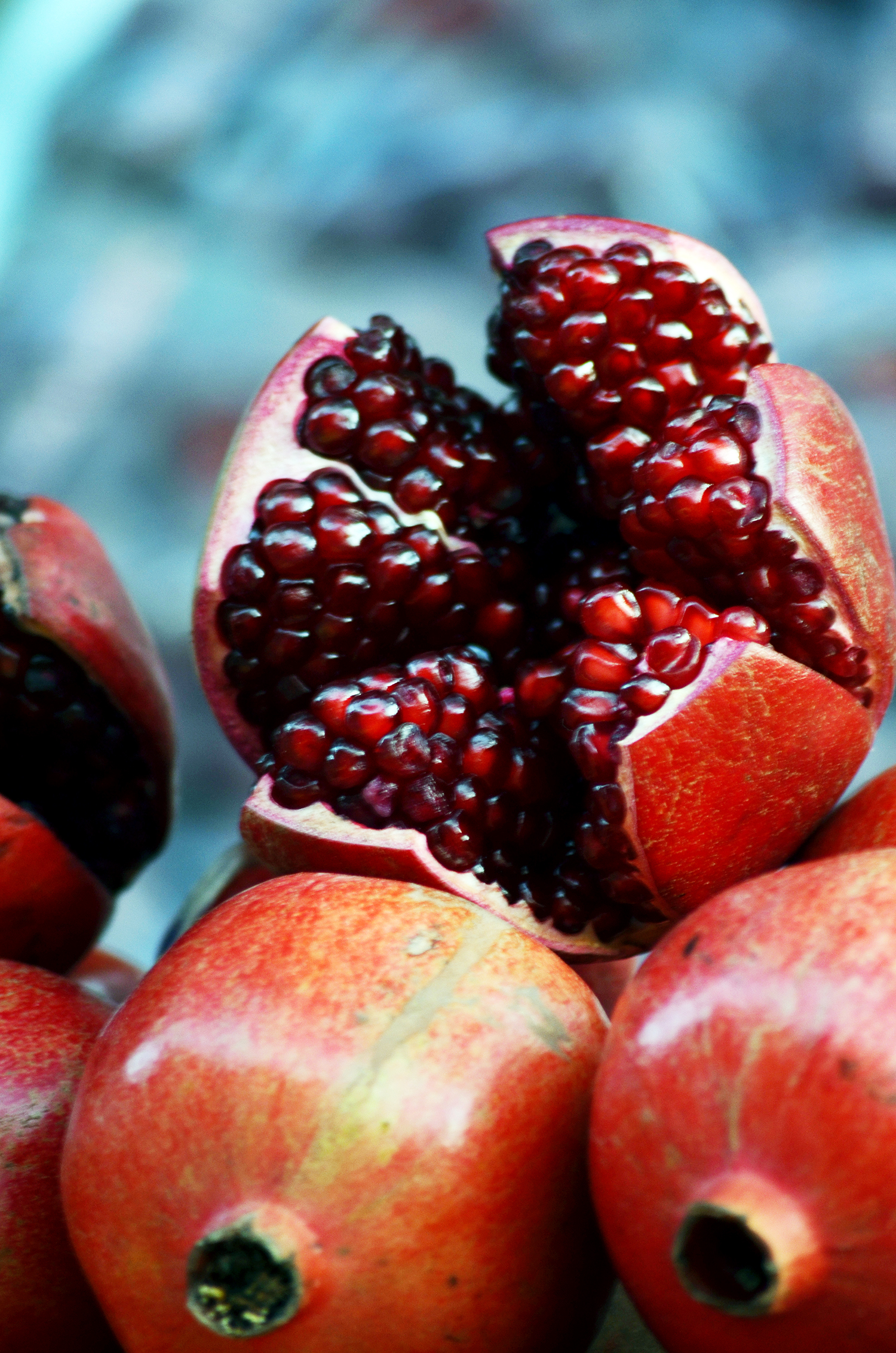
Grenade ouverte, exposant les arilles rouge vif.

La grenade est le fruit du grenadier (Punica granatum) de la famille des Lythracées. Elle est cultivée dans les zones à climat méditerranéen pour être consommée sous forme de fruit, de grenadine, ou encore de vin de grenade.

## Histoire
Les conditions pour les témoignages archéologiques concernant la grenade sont mauvaises puisque le fruit est la plupart du temps consommé frais et que la peau riche en eau éclate lorsqu’on la chauffe. Comme des expériences le montrent, seules les vieilles grenades à la peau relativement desséchée ont une chance de se fossiliser et d’arriver ainsi jusqu’à nous.
On a retrouvé une grenade fossilisée dans des couches du début de l’âge du bronze dans le Tel es-Sa’idieh en Jordanie. À la fin de l’âge du bronze, on fabriquait à Chypre et en Égypte des récipients en verre colorés en forme de grenade. Le bateau Uluburun, retrouvé en Turquie près de Kas, contenait des amphores chypriotes avec plus de 1 000 graines de grenade. D’après les récipients, on peut le dater de la période du XIVe au  XIIIe siècle av. J.-C. (SM IIIA2). Dans la tombe d’un haut fonctionnaire égyptien de l’époque de Ramsès IV, on a retrouvé des grenades comme offrandes funéraires. Dans le Tell Deir Alla jordanien dans la vallée du Jourdain, on a trouvé des grenades dans des couches de l’âge du fer. En Allemagne, la présence de grenades est archéologiquement prouvée dans la ville de Constance au Moyen Âge.

## Aire de répartition
Le grenadier est indigène aux pays situées dans la région de l'Iran. Depuis des siècles, la grenade est aussi cultivée plus à l'ouest sur le pourtour méditerranéen et en Arabie, et plus à l'est en Afghanistan et en Inde. À l'époque moderne, elle est cultivée dans les pays présentant un climat méditerranéen, principalement la Tunisie, la Turquie, l'Espagne, l’Égypte, le Maroc, les États-Unis, la Chine, l'Inde, l'Argentine, Israël et l'Afrique du Sud.
L’Espagne, la Turquie et Israël sont les principaux pays exportateurs. On trouve également d'importants vergers au Mexique, au Japon, en Russie, au Pakistan, en Irak, en Birmanie et en Arabie saoudite. Les fruits y sont presque exclusivement destinés au marché intérieur. En Inde, la grenade est aussi cultivée comme condiment.
Quelques variétés de la grenade peuvent être transplantées dans des régions à hiver doux d’Europe centrale. Par exemple, un arbuste fleurit chaque année dans le jardin situé devant le Musée des arts décoratifs de Budapest. Des exploitations agricoles existent dans le sud de la France, dans le département du Gard en particulier.
Avec la colonisation espagnole, la grenade s’est implantée dans les Caraïbes et en Amérique latine.

## Description

### Caractéristiques

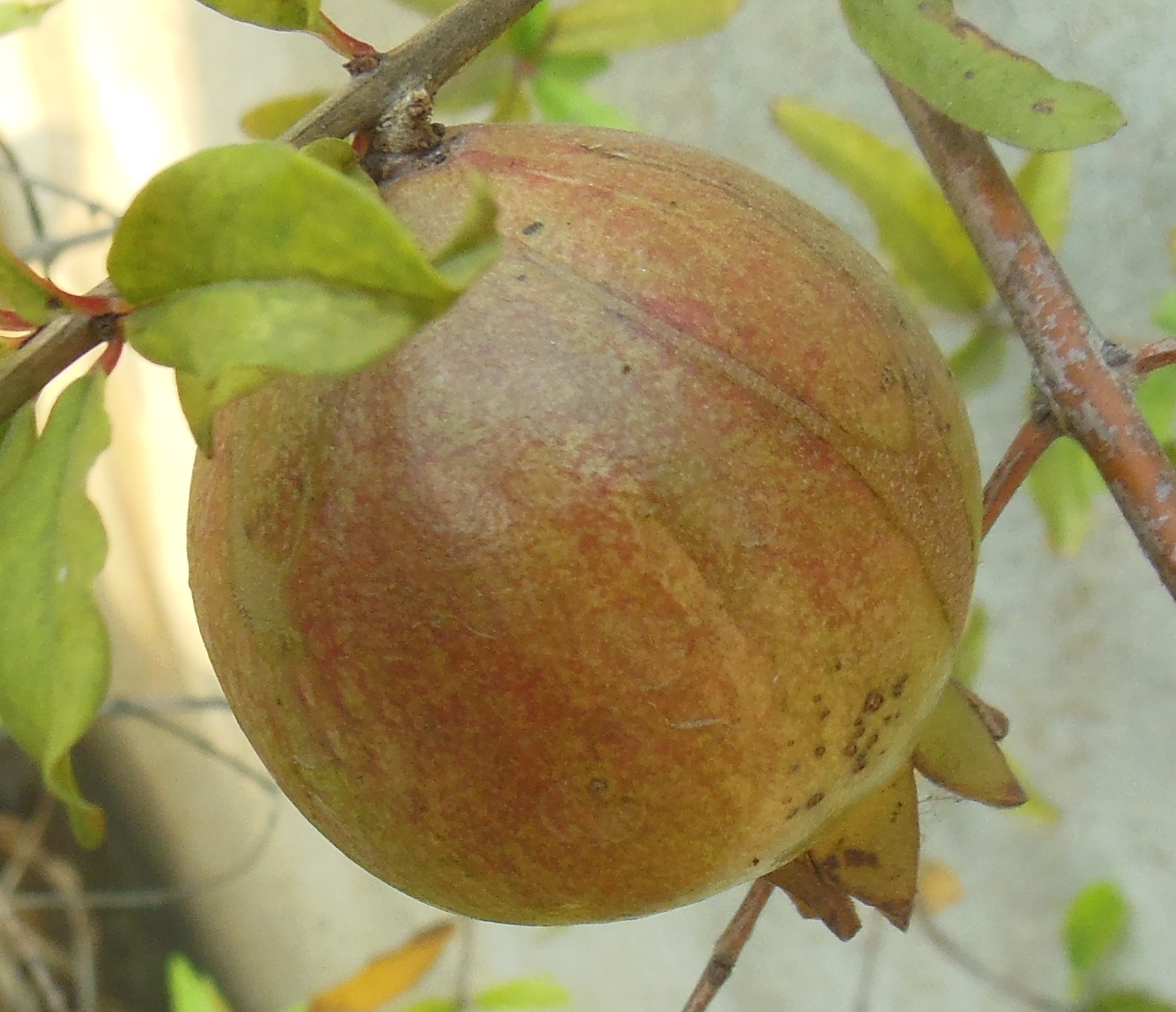
Une grenade sur un petit arbre.

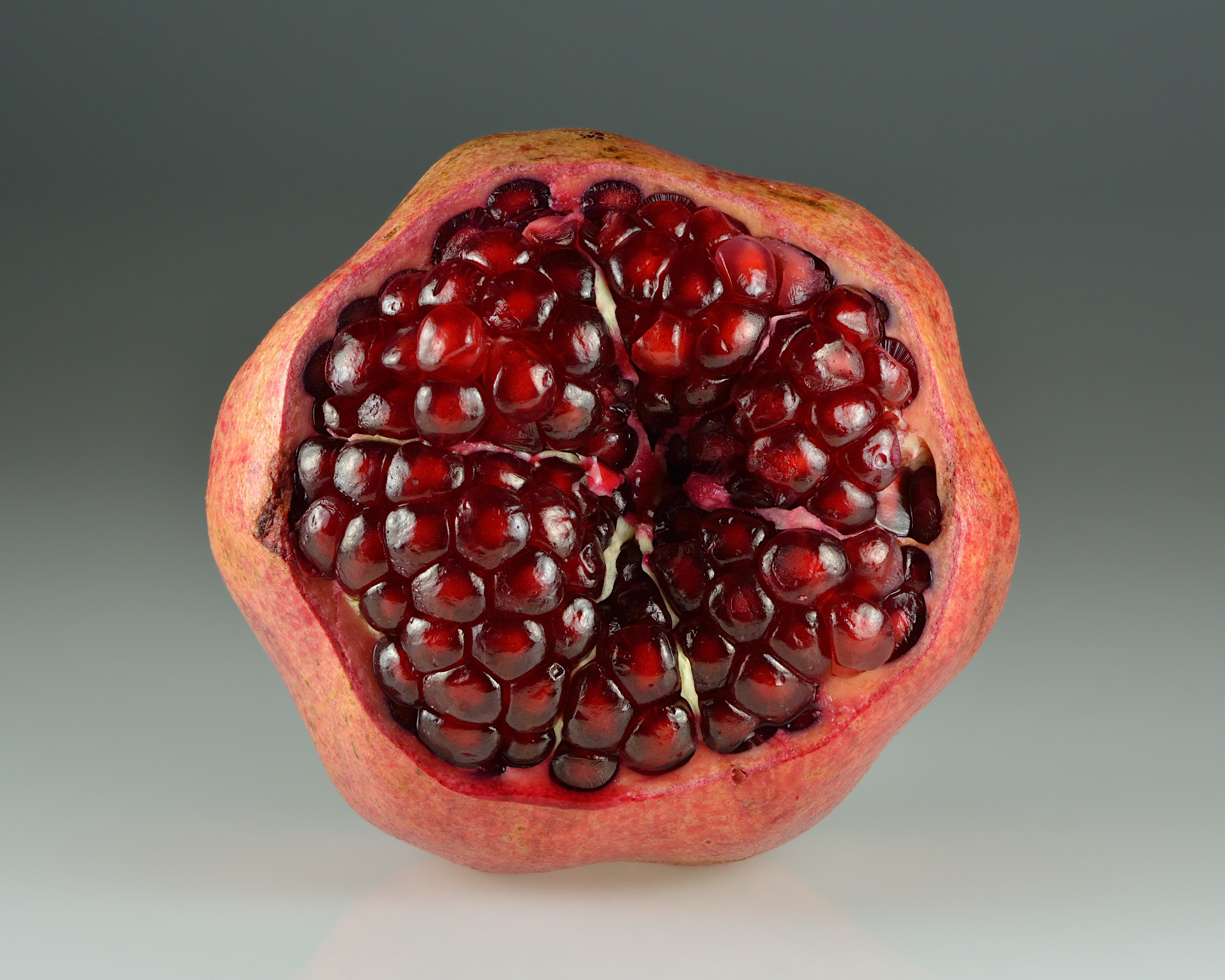
Grenade ouverte.

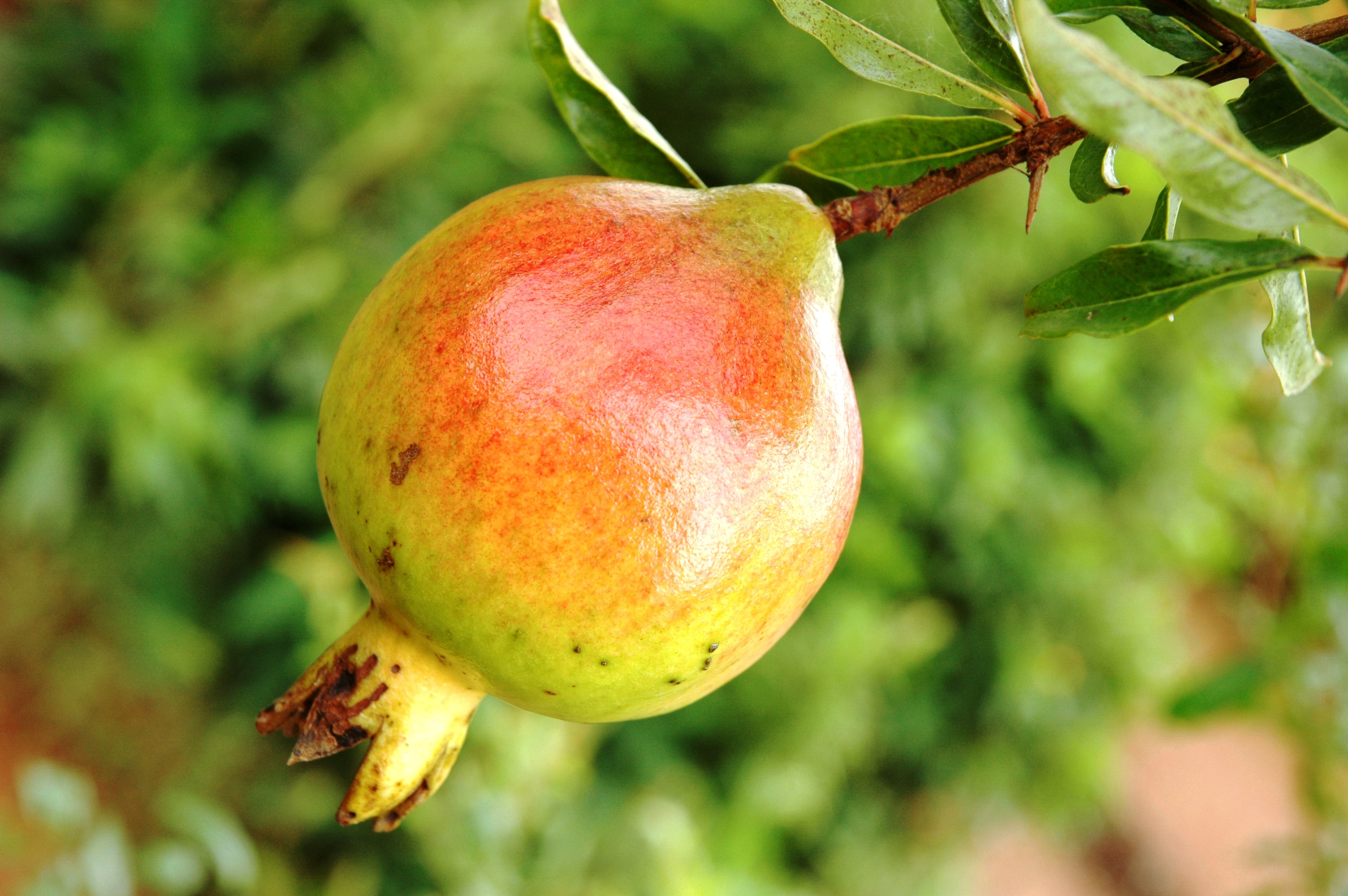
Une grenade sur l'arbre.

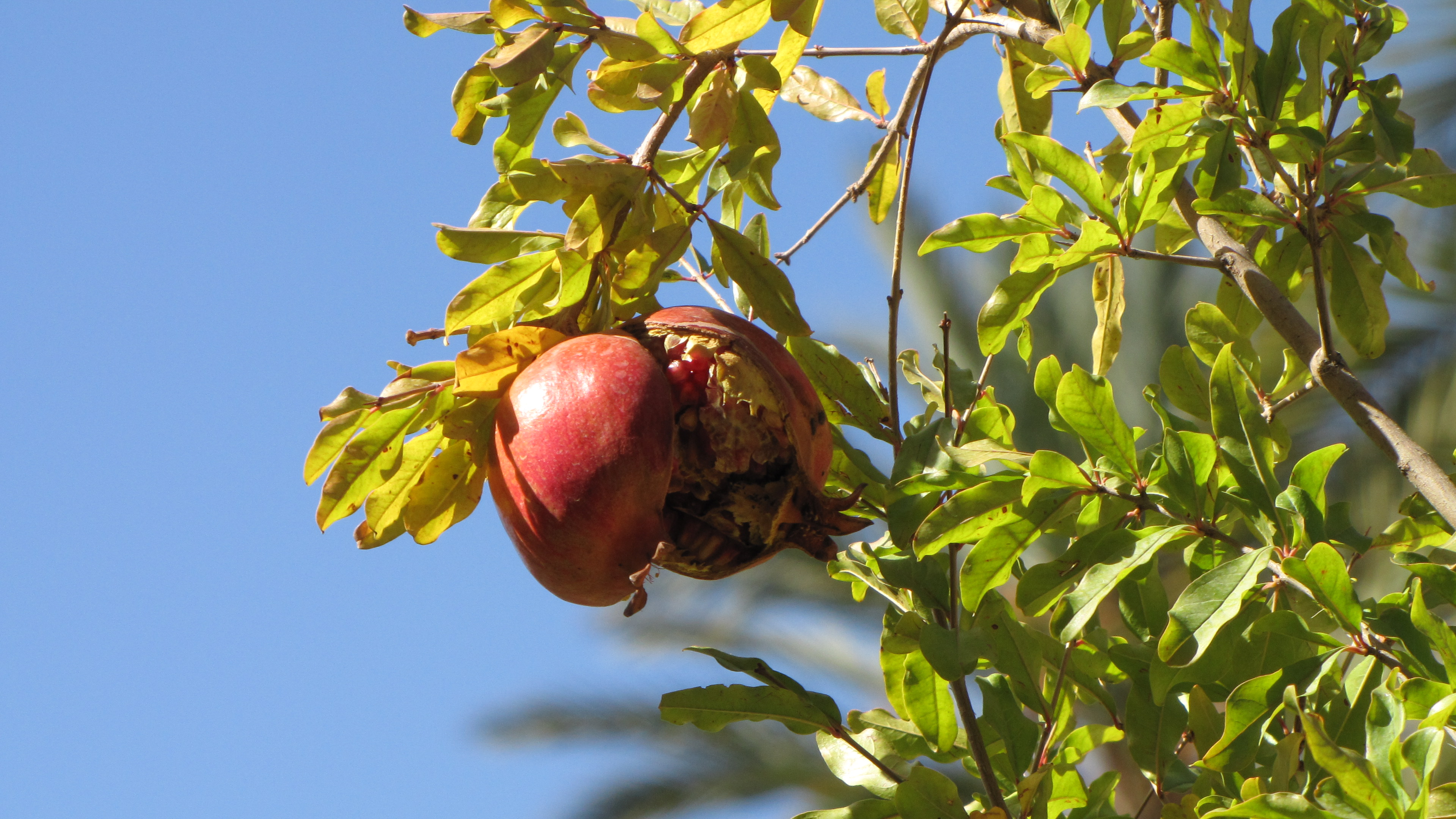
Une grenade éclatée sur un rameau de grenadier sauvage à Ghoufi (wilaya de Batna, Algérie).

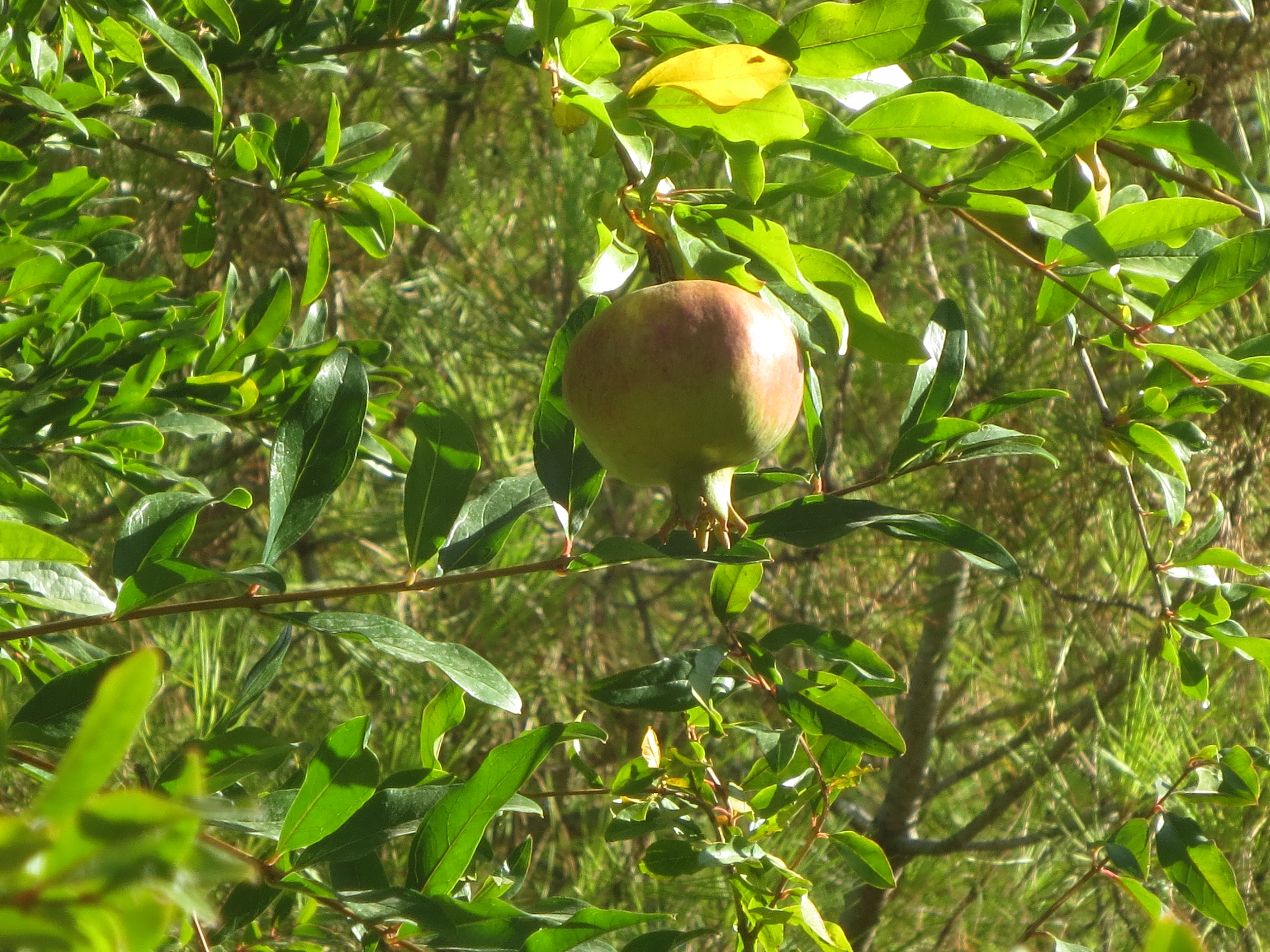
Grenade dans un arbre à Villetelle, Hérault, France.

Le fruit, en forme de pomme, passant avec le temps du vert au rouge orange, doit être considéré comme un cas limite de baie puisque la pulpe n’est pas charnue, mais elle n’est pas filandreuse non plus.
Son diamètre peut atteindre 15 centimètres et elle est divisée par de nombreuses parois. Ainsi, se forment des loges dans lesquelles se trouvent de nombreuses graines triangulaires mesurant jusqu’à 15 millimètres qui sont entourées d’une enveloppe (le sarcotest) translucide très juteuse de couleur rouge foncé à rose clair qui éclate à la moindre pression. En tout, il y a à peu près entre 400 et 868 graines dans chaque fruit.
Les fruits sont cueillis de septembre à décembre. Ils ne continuent pas à mûrir après la cueillette, ils font partie des fruits non-climactériques.

### Variétés
Il existe mille deux cents variétés de grenade qui ont été cultivées parfois pour la beauté des fleurs, parfois pour les fruits. Chaque variété est liée à un terroir et un pays producteur. On peut citer par exemple la Wonderful en Israël, la Mollar et la Tendrar en Espagne, et la Hicaz en Turquie.
Le grenadier nain (Punica granatum var. 'nana'. Nom horticole Punica granatum 'Nana') est un petit buisson qui atteint une hauteur d’à peu près un mètre. Il est utilisé comme plante ornementale.
Certaines variétés ornementales ont des fruits violets à presque noirs qui sont extrêmement acides, ce qui les rend impropres à la consommation.

### Composition phénolique
Le tableau ci-dessous donne les composés phénoliques du jus de grenade, exception faites des procyanidines B1 et B2 dont les concentrations sont mesurées dans le jus d'arilles seules.
- Les arilles de grenades contiennent des flavanols (ou catéchines) comme les cerises ou les prunes mais en moins grande quantité[10]. Sont aussi présents les dimères de flavanols (des procyanidols) en petites quantités.
- La coloration rouge des grenades vient de la présence d'anthocyanosides, des pigments naturels appelés aussi anthocyanes. Le rouge vif typique des grenades résulte d'une combinaison de 3-glucosides et 3,5-diglucosides de delphinidol, cyanidol et pélargonidol.
- La peau du fruit est très riche en ellagitanins (glucose lié à plusieurs acides HHDP) et gallotanins (glucose lié à plusieurs acides galliques). L'analyse HPLC détecte[11] des isomères de punicalagine[12], absents de l'arille. La punicalagine est un ellagitanin complexe, caractéristique de la peau de grenade, formé d'un glucose lié à l'acide ellagique et l'acide gallagique.

Plusieurs flavones (comme des glycosides d'apigénol et lutéolol) ont été trouvés dans les feuilles.
| Acides-phenols en mg/100 g MF | |
| Acides hydroxybenzoiques acide ellagique : 2,06 glucoside d'acide ellagique : 3,97 acide gallique : 0,45 galloyl glucose : 4,81 punicalagine : 43,60 | Acides hydroxycinnamiques acide 5-caféylquinique : 0,12 acide caféique : 0,07 acide o-coumarique 0,01 |

| Flavanols                                                                   |
| --------------------------------------------------------------------------- |
| (+)-catéchol : 0,37 (-)-épicatéchol (-)-épigallocatéchol (+)-gallocatéchine |

| Proanthocyanidols oligomères (mg/100 g d'arille)          |
| --------------------------------------------------------- |
| (astringence) Procyanidol B1 : 0,13 Procyanidol B3 : 0,16 |

| Flavanols                                                                   |
| --------------------------------------------------------------------------- |
| (+)-catéchol : 0,37 (-)-épicatéchol (-)-épigallocatéchol (+)-gallocatéchine |

| Proanthocyanidols oligomères (mg/100 g d'arille)          |
| --------------------------------------------------------- |
| (astringence) Procyanidol B1 : 0,13 Procyanidol B3 : 0,16 |

La mesure du contenu phénolique total (Gil et als 2000), calculé par la méthode Folin-Ciocalteu, donne des valeurs de même ordre de grandeur pour le jus d'arille de grenades, le jus commercial de grenades ou un vin rouge californien (plus de 2 000 mg/L) mais le double de celle d'une infusion de thé vert (de qualité non précisée).
Suivant les mesures de Gil et als (2000), l'activité antioxydante est trois fois supérieure pour un jus commercial (18-20 TEAC) de grenade que pour un vin rouge cabernet sauvignon californien ou l'infusion de thé vert (6-8 TEAC). Le jus commercial élaboré par pressage de fruits entiers a aussi une capacité anti-oxydante supérieure à celle du jus obtenu à partir des arilles seules.
Gil et als (2000) expliquent cette grande activité anti-oxydante par la présence de tanins hydrolysables (dont la punicalagine) extraits de la peau de grenade lors du processus de pressage des fruits.
Toutefois, ces résultats ont été tempérés par l'analyse de Borges et als (2010) qui ont trouvé une très grande variabilité d'activité anti-oxydante des jus commerciaux. L'analyse de six jus commerciaux purs donne des indices TEAC variant du simple au double (de 40,5 à 17,9 mmol/L) et un indice ORAC passant de 86 à 35 mmol/L. Ils observent aussi que les contributions principales à l'activité anti-oxydante des jus viennent des ellagitanins sous forme de punicalagine, 2-O-galloylpunicalagine, punicaline A et B et granatine A et B.
D'après la Base USDA d'indice ORAC de produits alimentaires, la grenade se situe entre la prune et la fraise.
| Activité antioxydante ORAC de diverses plantes, d'après USDA | Activité antioxydante ORAC de diverses plantes, d'après USDA | Activité antioxydante ORAC de diverses plantes, d'après USDA | Activité antioxydante ORAC de diverses plantes, d'après USDA |
| Partie consommée                                             | Plante (nom scientifique)                                    | ORAC moyen (μmol TE/100 g)                                   |                                                              |
| ------------------------------------------------------------ | ------------------------------------------------------------ | ------------------------------------------------------------ | ------------------------------------------------------------ |
| Noix, amande de noyer commun                                 | Juglans regia                                                | 13 541                                                       |                                                              |
| Artichaut, fond cru                                          | Cynara scolymus                                              | 6 552                                                        |                                                              |
| Prune fraîche                                                | Prunus domestica                                             | 6 100                                                        |                                                              |
| Vin rouge de cabernet sauvignon                              | Vitis vinifera                                               | 4 523                                                        |                                                              |
| Grenade, fraîche                                             | Punica granatum                                              | 4 479                                                        |                                                              |
| Fraise fraîche                                               | Fragaria × ananassa                                          | 4 302                                                        |                                                              |
| Pomme granny smith, fraîche, avec la peau                    | Malus pumila                                                 | 3 898                                                        |                                                              |
| Chou rouge, bouilli                                          | Brassica oleracea var. capitata f. rubra                     | 3 145                                                        |                                                              |
| Thé vert, feuilles infusées                                  | Camellia sinensis                                            | 1 253                                                        |                                                              |

## Utilisation

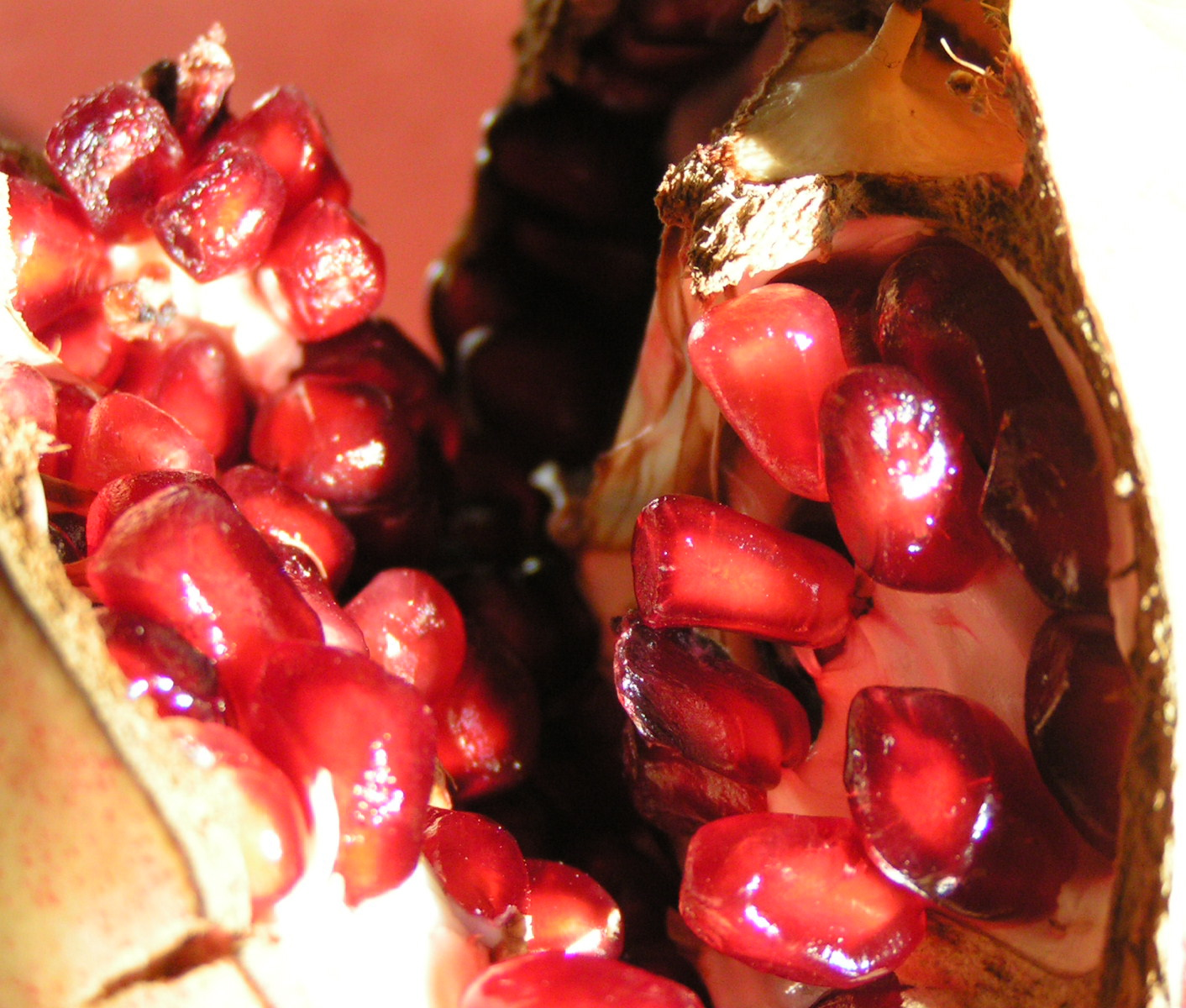
Intérieur d'une grenade.

### Alimentation
La partie comestible des fruits frais est formée de l'arille, l'enveloppe charnue rouge entourant la graine. En pressant les fruits entiers avec leur peau, on obtient un jus, qui est commercialisé. Ce jus constitue l'ingrédient de base de la grenadine, elle-même utilisée dans des cocktails tels que la Tequila sunrise.
La fermentation du jus permet aussi d'obtenir du vin de grenade exporté surtout par l’Arménie et Israël. Il ressemble aux vins de dessert sucrés ou aux vins du sud comme le Porto et le Xérès. Mais le jus est aussi fermenté dans des buts thérapeutiques car c’est surtout grâce à la fermentation par des micro-organismes vivants que la bioactivité et la biodisponibilité des polyphénols contenus dans la grenade sont accrues par une pré-digestion fermentatrice.
La pulpe ou le jus de grenade sont utilisés dans la cuisine pour agrémenter les plats de gibier, de volaille ou dans les salades de fruits. Leur utilisation s'étend dans le monde entier, en particulier dans le bassin méditerranéen, au Proche-Orient, aux États-Unis, et en Europe.

### Santé

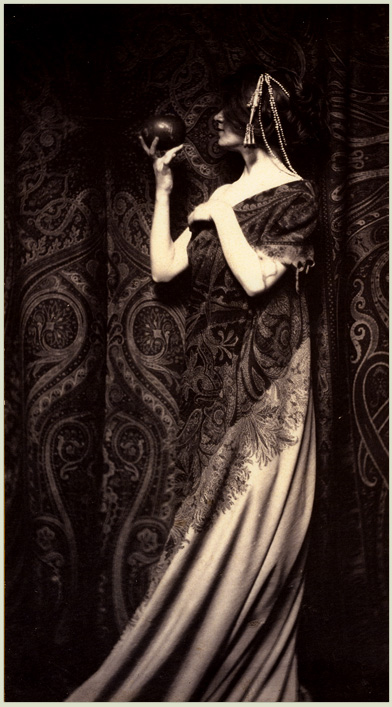
L'Odeur des grenades, Zaida Ben-Yusuf, 1899.

La grenade contient des fibres, ainsi que de la vitamine B9 (acide folique), de la vitamine C et de la vitamine K.
Plus de 250 études scientifiques montrent que la grenade pourrait avoir un effet positif en cas de maladies cardiovasculaires, cancers et arthrite. Cependant, la plupart de ces études se sont limitées à des expériences sur des cultures cellulaires ou des animaux. C’est pourquoi, il n’est pas sûr jusqu’à présent que leurs résultats soient applicables à l’homme, ceci doit être démontré dans des études correspondantes. Jusqu’à présent, on a publié sept études cliniques (études en double aveugle partiellement rendues aléatoires) portant sur l’efficacité du jus de grenade ; une étude de phase 3 avec des patients atteints d’un cancer de la prostate n’est pas encore terminée,,,,,,,.
Même si on la compare au vin rouge et aux myrtilles, la grenade dispose d’un grand nombre de polyphénols particulièrement efficaces auxquels on peut vraisemblablement attribuer ses effets bénéfiques pour la santé. Dans les produits à base de grenade, on note des différences de qualité et de la teneur en polyphénols efficaces vraiment considérables.
Dans une étude in vitro, on a pu constater un effet protecteur du jus de grenade contre les cellules du cancer du sein. Ils inhibent la formation d’œstrogènes endogènes et entraînent une diminution de la croissance de 80 % en cas de cellules du cancer du sein positives vis-à-vis du récepteur d’œstrogène sans nuire au développement des cellules saines. Dans ce cas, le jus fermenté est deux fois plus efficace que le jus frais. Les polyphénols du jus fermenté agissent aussi sur les cellules de la leucémie : ou bien les cellules redeviennent saines (redifférentiation) ou elles sont poussées vers la mort programmée (apoptose). En outre, les polyphénols empêchent la formation de nouveaux vaisseaux sanguins (néoangiogenèse), ce qui rend la propagation de la tumeur plus difficile.
Les polyphénols du jus de grenade fermenté semblent être particulièrement efficaces aussi contre le cancer de la prostate, comme le démontre une série d’études pré-cliniques,. Au cours d’une étude, des patients atteints d’un cancer de la prostate ont pu maintenir stable leur taux de PSA, le marqueur central du cancer de la prostate, quatre fois plus longtemps qu’avant le traitement en prenant chaque jour du jus de grenade (570 mg polyphénols). Au cours d’une phase d’observation d’une durée de 6 ans, le temps de doublement du PSA est passé de 15,4 à 60 mois. Après ce succès, l’étude a été étendue,.
Dans une étude sur une culture cellulaire datant de 2008, on a pu montrer en outre que le jus de grenade peut avoir un effet positif même à un stade avancé du cancer de la prostate – cependant l’application de ces résultats à l’évolution de la maladie chez l’homme n’est pas possible sans d’autres recherches. Des effets positifs semblables pour des cancers de la prostate hormono-réfractaires sont apparus dans des études sur les animaux,.
Dans une étude en double aveugle contrôlée placebo avec 45 patients atteints d’une maladie coronarienne, l’administration de 240 ml de jus de grenade a amélioré significativement l’irrigation du muscle cardiaque. On a noté des effets positifs aussi dans une étude portant sur des patients souffrant d’un rétrécissement de la carotide : après un an de consommation de grenade, les dépôts sur la carotide ont diminué de 35 % alors qu’ils augmentaient nettement dans le groupe de contrôle.
La racine, l’écorce et la peau bouillie étaient utilisées jusqu’au Moyen Âge comme vermifuge même contre les vers solitaires.
Elle peut améliorer la qualité de vie des femmes ménopausées.

### Teinture
La peau et le jus de la grenade servent depuis des siècles à teindre les tapis d’Orient. En cuisant les fruits, on obtient une encre noire comme jais. La peau de la grenade était utilisée en Inde pour teindre la laine dans des tons jaunes et noirs. Avec un extrait de la racine du grenadier, on peut produire des tons bleu foncé à l’aide d’une teinture de fer.

## La grenade dans les civilisations
La grenade est le symbole de la déesse syrienne Atargatis.

### Mythologie grecque
Dans la Grèce antique, la grenade était attribuée aux divinités des Enfers, Hadès et Perséphone. Hadès, le dieu des Enfers enleva Perséphone à sa mère Déméter et l’emmena aux Enfers. Zeus, le père des dieux, obligea Hadès à ramener Perséphone auprès de sa mère. Peu avant son départ, Perséphone, tombée amoureuse du roi des Enfers, mangea des grains de grenade. La loi des Enfers est stricte : si l'on mange des aliments des enfers, on est condamné à y rester. Puisqu’elle avait bien mangé quelque chose aux Enfers, Hadès le fit remarquer à Zeus qui autorisa les amants à se retrouver la moitié (moitié car elle ne mangea que la moitié de la grenade) de l'année (automne et hiver) mais Perséphone devait rejoindre sa mère durant l'autre moitié (printemps et été). Cela explique pourquoi nous trouvons les grenades en automne, fruit des enfers.
Le Troyen Pâris mit fin à la dispute entre les déesses grecques Héra, Athéna et Aphrodite pour savoir qui était la plus belle en donnant une pomme (une grenade) à Aphrodite.[réf. nécessaire]

### Mentions dans la Bible

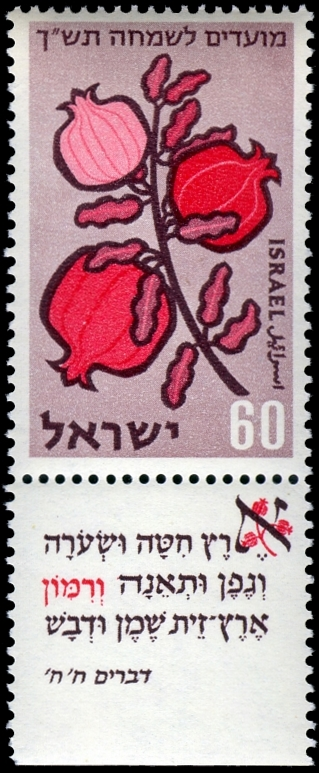
Timbre israélien de 1969. Inscription : « Un pays où poussent le blé et l'orge, la vigne, les figuiers et les grenades, un pays d’huile d'olive et de miel - Deut. 8:8 ».

Dans la Bible, la grenade passe pour un des sept fruits importants qui étaient une bénédiction pour la Terre Promise d’Israël. Selon la description dans Exode 28 au verset 33, les grenades étaient une partie de l’Ephod (vêtement de cérémonie) du grand prêtre dont Dieu aurait ordonné la confection au peuple d’Israël.
Les chapiteaux des deux colonnes en minerais, Jakin et Boaz, devant le temple de Salomon étaient décorés de deux rangées de grenades (1R 7:18). Le premier roi d’Israël, Saül, habita un certain temps sous un grenadier (1S 14:2). Dans le Cantique des Cantiques de Salomon, le mot « grenade » est utilisé plusieurs fois pour décrire la beauté féminine (Ct 4:3.13 ; 6:7). Pour finir, on trouve aussi le grenadier chez les prophètes Joël 1:12 et Habacuc 2:19.
Dans le judaïsme, la grenade fait partie des mets consommés à Roch Hachana (nouvel an), en vertu des 613 graines qu'elle contiendrait, en écho aux 613 Commandements (mitzvot).

### Mentions dans le Coran
La grenade est mentionnée dans le Coran dans les sourates suivantes :
Les Bestiaux (sourate 6), 99 « Et c'est Lui qui, du Ciel, a fait descendre l'eau. Puis par elle, Nous fîmes germer toute plante, de quoi Nous fîmes sortir une verdure, d'où Nous produisîmes des grains, superposés les uns sur les autres; et du palmier, de ses ombelles, pendent des régimes de dattes. Et aussi les jardins de raisins, l'olive et la grenade, si semblables ou dissemblables. Regardez leurs fruits au moment de leur production et de leur maturation. En vérité, voilà bien là des signes pour ceux qui ont la foi. »
Les Bestiaux (sourate 6), 141 : « C’est Lui qui fait pousser des jardins avec des vignes en espaliers ou non, et les palmiers dattiers et les champs de céréales, aux récoltes diverses et l’olive et la grenade, si semblables et dissemblables. Mangez de leurs fruits, quand ils en portent, mais payez sa dette le jour de sa récolte et ne gaspillez point. En vérité, Il n’aime pas ceux qui font des excès. »
Le Miséricordieux (sourate 55), 68 : « Dans les deux (niveaux du Paradis), il y aura des fruits, des palmiers et des grenadiers ».
Considérée comme un des fruits du paradis, la grenade est utilisée en pays d'islam dans la médecine arabo-musulmane. Dans l'ouvrage At-tibb an-nabawi de l'auteur Ibn al-Qayyim al-Jawziyya, littéralement « la médecine prophétique », l'écorce de grenade est notamment utilisée pour traiter le diabète et le cancer. On retrouve cette utilisation également chez Avicenne dans son Canon.

### Symbolique

Blason du royaume de Grenade.

La grenade est depuis des temps immémoriaux symbole de vie et de fertilité, mais aussi de puissance (orbe impériale), de sang, de mort et de sexualité.
Dans la civilisation mésopotamienne antique, la grenade est un fruit associé aux relations sexuelles et en particulier à la procréation.
Dès l'âge de Bronze ancien, vers 2100 avant J.-C., les habitants de l'île de Chypre choisissent la grenade comme fruit dont les caractéristiques sont propices à produire une conjonction de la nature, de la pensée humaine et de ses espérances dans un but propitiatoire, voire performatif. La grenade exprime l'une des synthèses de la vie, du sang et de la fertilité. Cette conjonction explique que ce fruit ait été souvent choisi pour accompagner les défunts dans leur nouvelle vie de l'au-delà.
Dans la symbolique chrétienne, la grenade représente l’église comme ecclésia, c'est-à-dire comme communauté des croyants. Elle symbolise le fait que la Création procède dans la main de Dieu, la providence. Elle est en outre aussi le symbole de la prêtrise parce qu’elle porte des fruits riches dans sa peau dure (métaphore de l'élévation spirituelle dans l'ascèse). En raison de cette symbolique, la grenade est représentée sur de nombreux tableaux du Moyen Âge. C’est ainsi que sur le tableau, la Madone Stuppacher de Matthias Grünewald 1517/1519, l’enfant Jésus joue avec une grenade que sa mère lui tend. Le fruit donne la clé de la phrase associée à ce tableau selon laquelle Marie est la mère de l’Église. Dans l’église catholique, la grenade est rapidement devenue le symbole de Jésus..

Blason de l'ordre hospitalier de Saint-Jean-de-Dieu.

L’emblème de l’ordre des Frères Miséricordieux est une grenade avec croix. D’une part, l’ordre fut fondé dans la ville espagnole de Grenade qui a la grenade dans ses armoiries comme la province du même nom et beaucoup de ses localités ; elle figure aussi sur les armoiries de l’Espagne où elle représente l’ancien Royaume de Grenade après la reconquête par les rois catholiques.
En Chine, elle est le symbole de fertilité et d’un grand nombre d’enfants à cause de ses nombreux pépins.
En franc-maçonnerie, la grenade est aussi utilisée symboliquement. Généralement une ou plusieurs grenades sont représentées au sommet des deux colonnes qui ornent l'entrée du temple maçonnique. Par sa croute dure et ses grains serrés, elle symbolise la maçonnerie, par la cohésion de ses membres à l'intérieur d'un corps homogène.
Par ailleurs, la grenade est chez beaucoup de peuples symbole d’amour, de fertilité et d’immortalité

### Divers
Jean Nicot employa le nom de migrainier et migraine pour désigner ce fruit, probablement par contraction de mille graines.
La grenade a donné leur nom à la grenade (arme) et au grenat, pierre semi-précieuse d’un rouge écarlate, peut-être aussi à la ville de Grenade (Espagne) dont les environs sont aujourd’hui encore une zone importante de culture de ce fruit.
Le poème de Paul Valéry « Les Grenades » parut dans le recueil Charmes en 1922.
L’écrivain allemand Stefan Andres (de) a publié en 1950 un recueil de poèmes intitulé La Grenade.
La poète algérienne Samira Negrouche publie A l'ombre de Grenade en 2003, où elle fait référence à la ville mais aussi au fruit.
Salvador Dalí utilise plusieurs fois les grenades dans son œuvre notamment dans Rêve causé par le vol d'une abeille autour d'une grenade, une seconde avant l'éveil.
Le philosophe Jacques Derrida renvoie dans un de ses textes à la symbolique religieuse de la grenade.
Le peintre Krikor Agopian a consacré plusieurs de ses œuvres aux « fruits des dieux ».

## Calendrier républicain
Le nom de la grenade fut attribué au 19e jour du mois de brumaire du calendrier républicain ou révolutionnaire français, généralement chaque 9 novembre du grégorien.

## Galerie

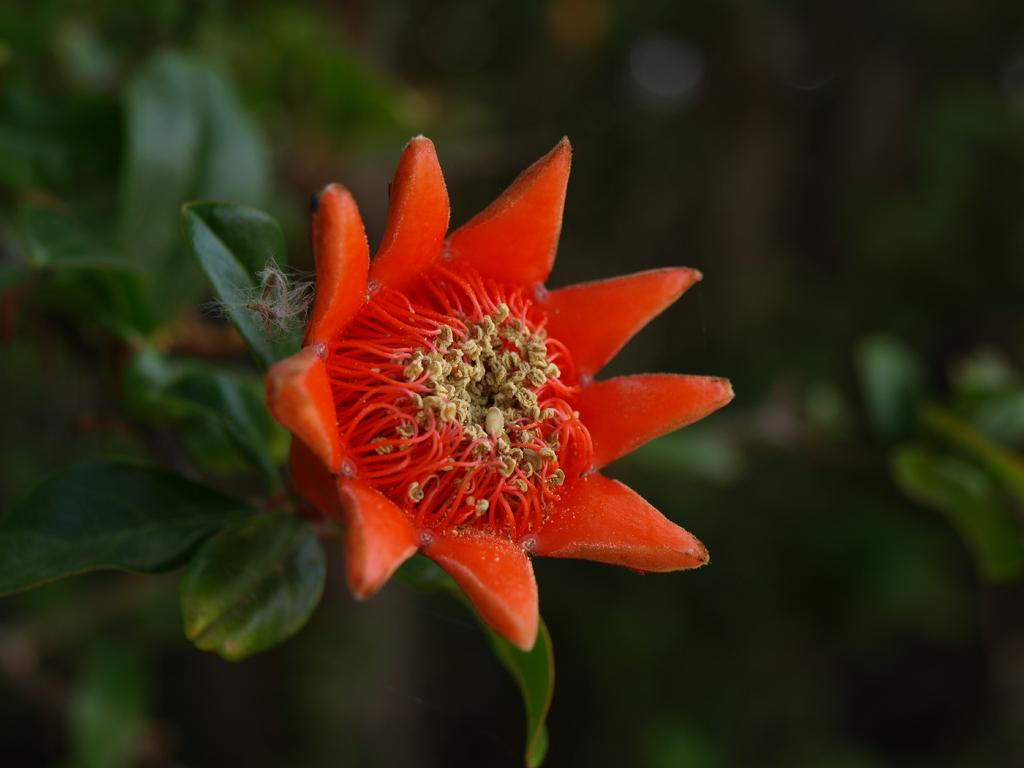
Fleur mâle de grenadier.
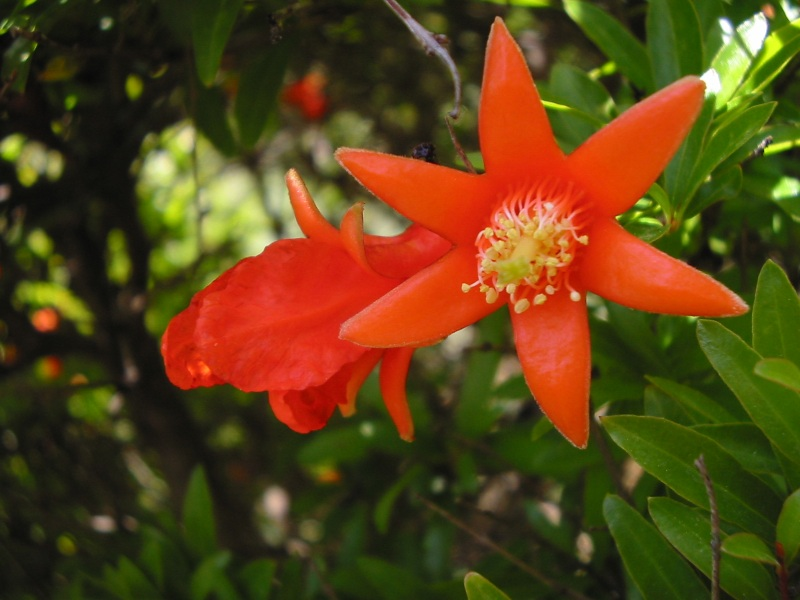
Fleur femelle reconnaissable à son pistil.
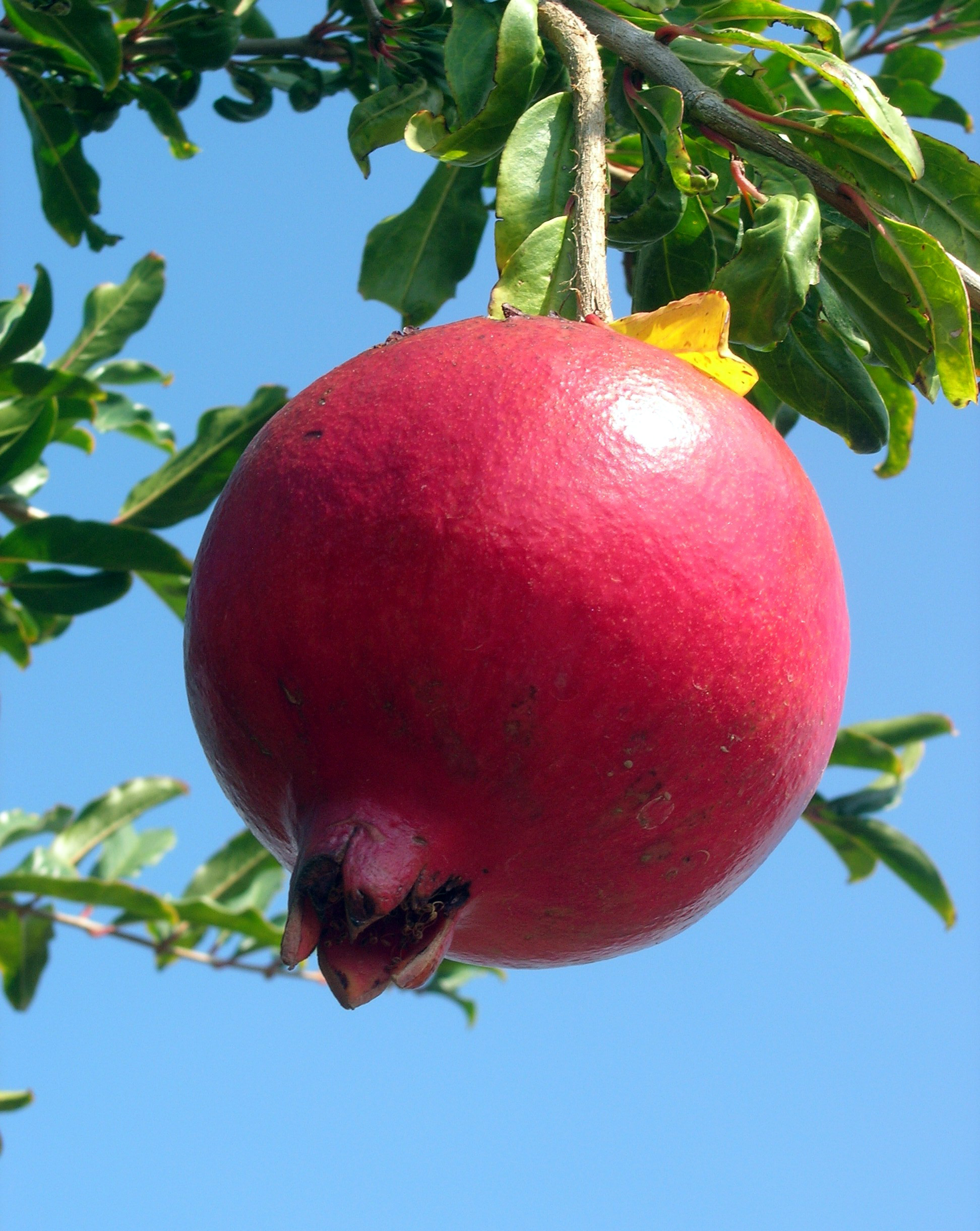
Grenade.
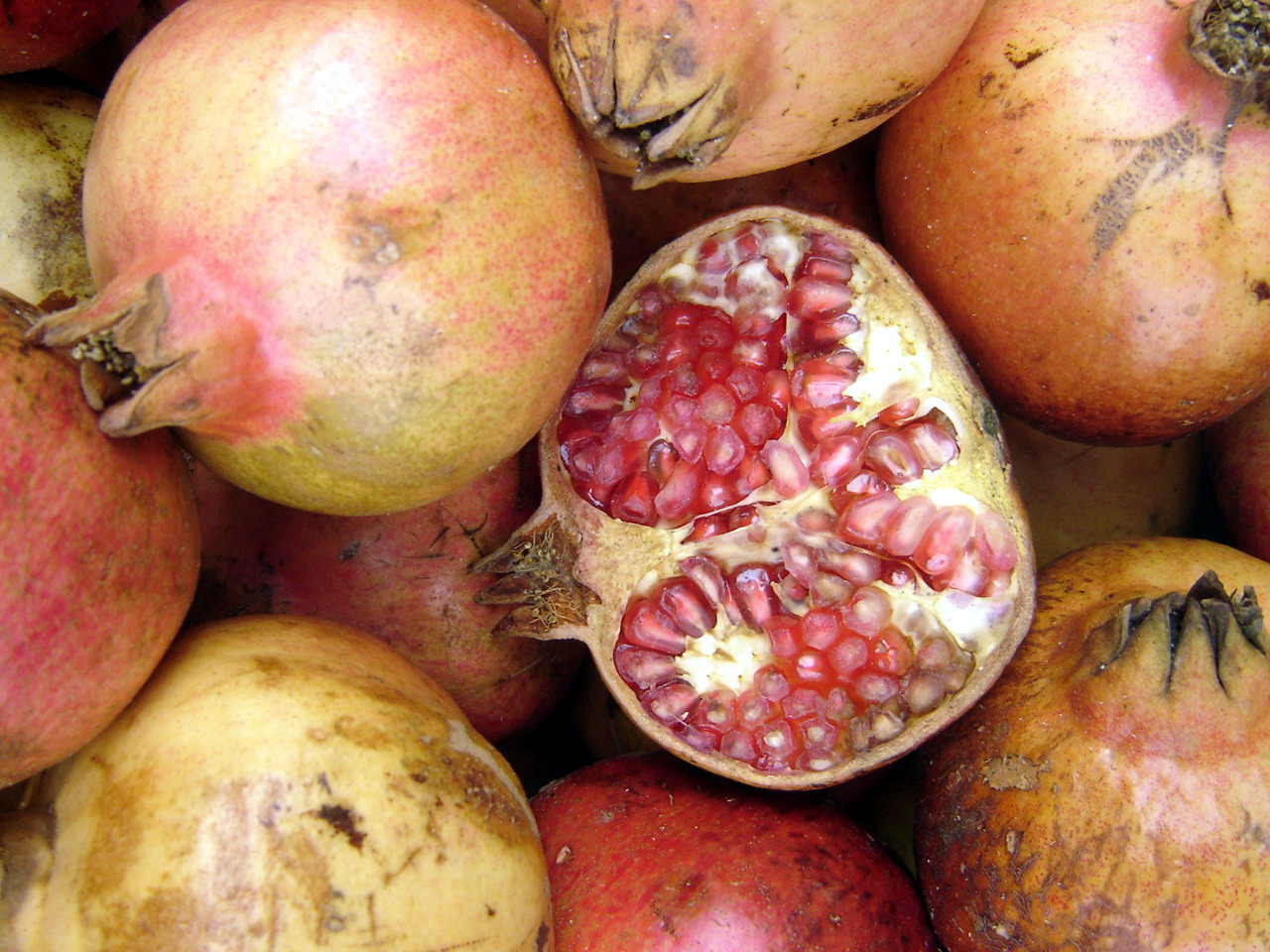
Grenades vendues sur un marché argentin.
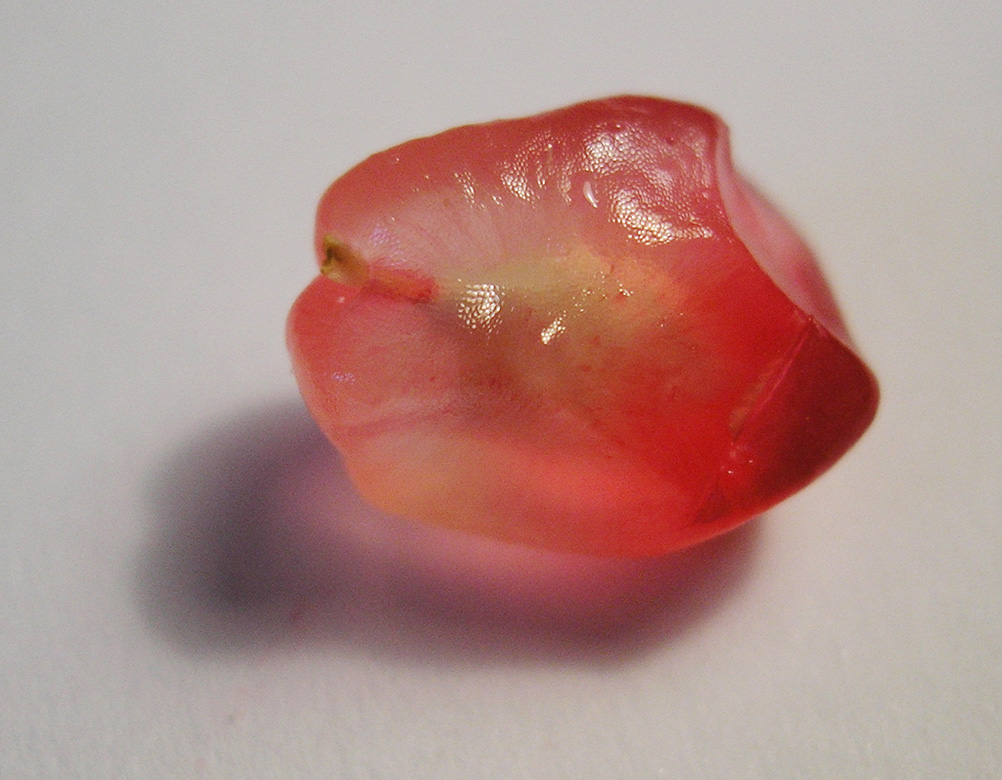
Grain de grenade.